# 用户帮助
用户帮助是一个廣泛的术语，是指帮助用户正确使用某个软件程式或其它科技产品的各种形式的内容。该术语涵盖了用户可获得的所有帮助类型，比线上帮助的范围更广。

## 用户帮助做些什么
用户帮助訊息能帮助用户与软件进行使用，提升用户使用体验。它包括对用户界面的描述，着重于帮助用户順利将软件功能应用到他们的需求中。用户帮助可以被视为用户体验的一部分。

## 呈现方式
用户帮助有多种形式，包括帮助文件、软件向导、学习教程、印刷手册（及其 PDF 版本），以及用户界面文字。用户帮助专家还可为企业知识库和内容管理系统提供内容。

## 所需技能
开发有效的用户帮助需要多种沟通技能。写作技巧和编辑是对大多数用户帮助专业人员的基本要求。其他内容开发技能包括任务分析、向主题专家 (SME) 提问、索引等。由于用户帮助专业人员直接参与软件开发，通常要求懂用户界面设计、可用性测试、本地化、测试、品质保证、教学设计、脚本语言或程序设计、以及无障碍访问。根据“2011 年 WritersUA 技能和技术问卷调查”结果，获得投票数最多的用户帮助技能是“编辑工具专业技能”，85%的调查对象认为它重要。

### 用户帮助所需技能
内容
- 写作：操作步骤、参考、向导、嵌入式帮助、用户界面
- 编辑：文字编辑、技术编辑、开发编辑
- 任务分析
- 向主题专家 (SME) 提问
- 索引、搜索

设计
- 可用性测试、用户界面设计
- 教学设计
- 訊息架构
- Schema

数字输出
- 线上帮助：CHM, Web Help
- Web 内容：HTML, XML, CSS, JavaScript
- 编程：C++, PHP, Perl, Ajax

其它重要技能
- 内容管理
- 本地化、翻译
- 品质保证、测试
- 多媒体开发
- 图片、影片
- 无障碍访问

## 用户帮助有哪些形式

### 用户手册
用户手册是用户帮助的一种传统形式，以纸质或电子档形式随产品一起发行。典型的用户手册包含安装步骤、软件使用指南、以及规定软件许可状态的免责声明。可能还包含服务热线电话的详情。

### 线上帮助
关于该主题的更多資訊，请参见在线帮助 （页面存档备份，存于）。

### 服务热线电话
关于该主题的更多資訊，请参见服务热线 （页面存档备份，存于）。